# 卡利尼夫卡 (日托米爾區)
50°15′33″N 28°48′12″E / 50.25917°N 28.80333°E
卡利尼夫卡（烏克蘭語：Калинівка），是烏克蘭北部的村莊，隸屬日托米爾州的日托米爾區。該村始建於1.712平方公里，海拔高度212米，2001年該村落人口671。